# تصفيات بطولة إفريقيا تحت 17 سنة لكرة القدم 2013
لمشاهدة المقال الرئيسي، طالع بطولة أفريقيا تحت 17 سنة لكرة القدم 2013
تبدأ تصفيات كأس أفريقيا تحت 17 سنة 2013 في 07 سبتمبر 2012. ويتأهل سبعة منتخبات إلى النهائيات في المغرب والتي ضمنت التأهل تلقائيًا.

## الدور التمهيدي
مباريات الذهاب سوف تلعب في 7 و 8 و 9 سبتمبر 2012. ومباريات الإياب في 21 و 22 و23 سبتمبر 2012. الفائز يتأهل إلى الدور الأول.
| الفريق الأول                | إجم.   | الفريق الثاني          | مباراة الذهاب | مباراة الإياب |
| --------------------------- | ------ | ---------------------- | ------------- | ------------- |
| لا ريونيون                  | انسحاب | ناميبيا                | W/O           | W/O           |
| إثيوبيا                     | انسحاب | جمهورية إفريقيا الوسطى | W/O           | W/O           |
| مالاوي                      | 3–3(أ) | بوتسوانا               | 2–1           | 1–2           |
| الصومال                     | 1–0    | السودان                | W/O           | 0–1           |
| تشاد                        | انسحاب | غينيا الاستوائية       | W/O           | W/O           |
| تنزانيا                     | انسحاب | كينيا                  | W/O           | W/O           |
| زيمبابوي                    | 4–2    | موزمبيق                | 2–2           | 2–0           |
| جمهورية الكونغو الديمقراطية | انسحاب | أنغولا                 | W/O           | W/O           |
| ليبيريا                     | انسحاب | بنين                   | W/O           | W/O           |
| النيجر                      | 1–10   | نيجيريا                | 1–4           | 0–6           |
| ليبيا                       | 4–6    | موريتانيا              | 2–5           | 2–1           |

## الدور الأول
مباريات الذهاب سوف تلعب في 12 و 13 و14 أكتوبر 2012. ومباريات الإياب في 26 و 27 و 28 أكتوبر 2012. الفائز يتأهل إلى الدور الثاني.
| الفريق الأول | إجم.        | الفريق الثاني | مباراة الذهاب | مباراة الإياب |
| ------------ | ----------- | ------------- | ------------- | ------------- |
| ناميبيا      | 0–7         | بوركينا فاسو  | 0–2           | 0–5           |
| إثيوبيا      | 4–5         | تونس          | 3–0           | 1–5           |
| بوتسوانا     | 1–1(7:6)PSO | رواندا        | 1–0           | 0–1           |
| السودان      | انسحاب      | الجزائر       | W/O           | W/O           |
| سيراليون     | انسحاب      | السنغال       | W/O           | W/O           |
| تشاد         | انسحاب      | ساحل العاج    | W/O           | W/O           |
| تنزانيا      | انسحاب      | مصر           | W/O           | W/O           |
| زيمبابوي     | انسحاب      | الكونغو       | 1–2           | W/O           |
| أنغولا       | 4–5         | الغابون       | 4–1           | 0–4           |
| بنين         | 5–2         | الكاميرون     | 4–1           | 1–1           |
| غامبيا       | انسحاب      | غانا          | W/O           | W/O           |
| جنوب إفريقيا | 2–1         | زامبيا        | 1–1           | 1–0           |
| موريتانيا    | 3–6         | مالي          | 2–1           | 1–5           |
| نيجيريا      | 7–0         | غينيا         | 3–0           | 4–0           |

## الدور الثاني
مباريات الذهاب من الدور الثاني سوف تلعب في 16 و 17 و 18 نوفمبر 2012. ومباريات الإياب في 31 نوفمبر و 1 و 2 ديسمبر 2012. الفائزون يتأهلون إلى النهائيات في المغرب والتي تبدأ منافساتها في 13-27 أبريل.
| الفريق الأول | إجم.          | الفريق الثاني | مباراة الذهاب | مباراة الإياب |
| ------------ | ------------- | ------------- | ------------- | ------------- |
| بوركينا فاسو | 2–4           | تونس          | 1-2           | 3-0           |
| بوتسوانا     | 2–2 (2-3 ض ت) | الجزائر       | 1-1           | 1-1 (2-3 ض ت) |
| السنغال      | 2–3           | ساحل العاج    | 1-1           | 2-1           |
| تنزانيا      | 1–2           | الكونغو       | 0-1           | 2-0           |
| الغابون      | 3–2           | بنين          | 1-2           | 1-1           |
| نيجيريا      | 4–0           | مالي          | 0-2           | 0-2           |
| جنوب إفريقيا | 3–5           | غانا          | 3-2           | 2-1           |

## المنتخبات المتأهلة
| - بوتسوانا - الكونغو - ساحل العاج - الغابون | - غانا - المغرب (مستضيف) - نيجيريا - تونس |  |  |

## وصلات خارجية
- المباريات والنتائج